# ゲオルギ・シュチェンニコフ
ゲオルギ・シュチェンニコフ（Georgi SHCHENNIKOV, 1991年4月27日 - ）は、ロシアのサッカー選手。ポジションはディフェンダー。PFC CSKAモスクワ所属。父は陸上競技選手のミハイル・シュチェンニコフ。「シチェンニコフ」、「シェンニコフ」とも表記される。

## 経歴

### クラブ
PFC CSKAモスクワの下部組織出身。2008年にトップチームに昇格するが、リザーブチームと掛け持ちしていた。公式戦デビューは2008年8月6日のロシア・カップ・トルペド・ウラジミール戦。同年10月24日、UEFAカップ 2007-08のデポルティーボ・ラ・コルーニャ戦で欧州カップ戦デビュー。2009年シーズンから、当時のジーコ監督に見い出され、当時17歳ので左サイドバックのレギュラーとしてプレーする。その後、ヴァグネル・ラヴ、ユーリ・ジルコフといった主力選手の退団、相次ぐ監督交代など、チームは混乱し、リーグ戦5位に終わったが、シュチェンニコフはシーズン通じて安定した働きを見せ、所属するCSKAではアラン・ジャゴエフ（2008年受賞）に次ぐ、ロシア・プレミアリーグ年間最優秀若手選手賞に輝いた。

### 代表
2012年8月15日、コートジボワール代表との親善試合に招集され、スタメンで出場しA代表デビューを飾った

## 個人成績
| クラブ           | シーズン | リーグ | リーグ | カップ | カップ | スーパーカップ | スーパーカップ | 欧州カップ戦 | 欧州カップ戦 | 通算 | 通算 |
| クラブ           | シーズン | 試合   | 得点   | 試合   | 得点   | 試合           | 得点           | 試合         | 得点         | 試合 | 得点 |
| ---------------- | -------- | ------ | ------ | ------ | ------ | -------------- | -------------- | ------------ | ------------ | ---- | ---- |
| PFC CSKAモスクワ | 2008     | 0      | 0      | 2      | 0      | 0              | 0              | 2            | 0            | 4    | 0    |
| PFC CSKAモスクワ | 2009     | 25     | 0      | 4      | 0      | 1              | 0              | 10           | 0            | 40   | 0    |
| PFC CSKAモスクワ | 2010     | 25     | 0      | 1      | 0      | 1              | 0              | 11           | 0            | 38   | 0    |
| PFC CSKAモスクワ | 2011-12  | 21     | 0      | 1      | 0      | 1              | 0              | 9            | 0            | 32   | 0    |
| PFC CSKAモスクワ | 2012-13  | 18     | 0      | 3      | 0      | 0              | 0              | 1            | 0            | 22   | 0    |
| PFC CSKAモスクワ | 2013-14  | 28     | 0      | 4      | 1      | 1              | 0              | 6            | 0            | 39   | 1    |
| PFC CSKAモスクワ | 2014-15  | 12     | 0      | 2      | 0      | 0              | 0              | 5            | 0            | 19   | 0    |
| 通算             | 通算     | 129    | 0      | 17     | 1      | 4              | 0              | 44           | 0            | 194  | 1    |

## 代表歴

### 出場大会
- ロシア代表
  - 2014 FIFAワールドカップ

### 試合数
- 国際Aマッチ 10試合 0得点（2012年-2016年）[2]

| ロシア代表 | 国際Aマッチ | 国際Aマッチ |
| 年         | 出場        | 得点        |
| ---------- | ----------- | ----------- |
| 2012       | 1           | 0           |
| 2013       | 1           | 0           |
| 2014       | 4           | 0           |
| 2015       | 1           | 0           |
| 2016       | 3           | 0           |
| 通算       | 10          | 0           |

## 獲得タイトル

### クラブ
PFC CSKAモスクワ
- ロシア・プレミアリーグ (2) : 2012-13, 2013-14
- ロシア・カップ (3) : 2008-09, 2010-11, 2012-13
- ロシア・スーパーカップ (4) : 2009, 2013, 2014, 2018

### 個人タイトル
- ロシアサッカー・プレミアリーグ年間最優秀若手選手賞 2009